# بوكيمون يلو
بوكيمون يلو (باليابانية: ポケットモンスターピカチュウ) (نطق ياباني:Poketto Monsutā Pikachū) (بالإنجليزية: Pokémon Yellow Version: Special Pikachu Edition)‏ ومعناه (بوكيمون النسخة الصفراء:إصدار خاص للبيكاتشو, هي لعبة فيديو من إنتاج جيم فريك ومن دار نشر نينتندو اليابانية, تعمل على منصة جيم بوي وجيم بوي كولر المحمولتان، صدرت في الأسواق سنة 1998 باليابان، وصدرت بقية بلدان العالم باللغة الإنجليزية مابين عامي 1999 و2000.

## المواقع الخارجية
- (باليابانية)